# Три скъпоценности
Трите скъпоценности, наричани също така Трите съкровища, Три убежища, Скъпоценна триада, или най-често Тройна скъпоценност (त्रिरत्न (триратна)) (пали: тиратана) са трите неща, в които будистите вземат убежище, и гледат за насоки, в процеса, известен като приемане на убежище.
Трите скъпоценности са:
- Буда

Санскрит, пали: Просветеният или Пробуденият; кит.: 佛陀, Fótuó, яп.: 仏, Butsu, тиб.: sangs rgyas, монг.: burqan
В зависимост от тълкуването, това може да означава историческия Буда (Шакямуни) или буда-природата, която е идеал и най-висшия духовен потенциал, който съществува във всички същества;
- Дарма

Санскрит: Учението; Пали: Dharmam, кит.: 法, Fǎ, яп.: Хо, тиб.: chos, монг.: ном
Учението на Буда.
- Санга

Санскрит, пали: Общността; CHN: 僧, Сенг, яп.: Sō, тиб.: дге-дун, Mong: quvaraɣ
Общността на онези, които са достигнали просветление, който могат да помогнат на практикуващ будист да направи същото. Също така се използва в по-широк план, отнасяйки се до общността на практикуващите будисти.